# Ballysadare Bay SPA
Ballysadare Bay SPA este o arie protejată (arie de protecție specială avifaunistică — SPA) din Irlanda întinsă pe o suprafață de 2.129,06 ha, integral pe uscat.

## Localizare
Centrul sitului Ballysadare Bay SPA este situat la coordonatele 54°14′10″N 8°35′23″W / 54.236151°N 8.589836°V.

## Înființare
Situl Ballysadare Bay SPA a fost declarat arie de protecție specială avifaunistică în mai 2010 pentru a proteja 22 de specii de animale.

## Biodiversitate
Situată în ecoregiunea atlantică, aria protejată nu include niciun habitat protejat.
La baza desemnării sitului se află mai multe specii protejate de  păsări (22): rață pitică (Anas crecca), rață fluierătoare (Anas penelope), rață mare (Anas platyrhynchos), pietruș (Arenaria interpres), Branta bernicla, Bucephala clangula, fugaci de țărm (Calidris alpina), prundaș gulerat mare (Charadrius hiaticula), lebădă de iarnă (Cygnus cygnus), scoicar (Haematopus ostralegus), pescăruș sur (Larus canus), pescăruș râzător (Larus ridibundus), sitar de mal nordic (Limosa lapponica), Mergus serrator, culic mare (Numenius arquata), cormoran mare (Phalacrocorax carbo), ploier auriu (Pluvialis apricaria), ploier argintiu (Pluvialis squatarola), călifar alb (Tadorna tadorna), fluierar cu picioare verzi (Tringa nebularia), fluierarul cu picioare roșii (Tringa totanus), nagâț (Vanellus vanellus).
Pe lângă speciile protejate, pe teritoriul sitului au mai fost identificate 1 specie de păsări.